# Pantanodon
Pantanodon is een geslacht van straalvinnige vissen uit de familie van levendbarende tandkarpers (Poeciliidae).

## Soorten
- Pantanodon madagascariensis (Arnoult, 1963)
- Pantanodon stuhlmanni (Ahl, 1924)